# Ваня-Чумо
Ва́ня-Чумо́ (рос. Ваня-Чумо) — присілок в Дебьоському районі Удмуртії, Росія.

## Населення
Населення — 8 осіб (2010; 18 в 2002).
Національний склад станом на 2002 рік:
- удмурти — 94 %

## Урбаноніми[3]
- вулиці — Логова, Ставкова